# Zebrabuntbarsch
Der Zebrabuntbarsch (Amatitlania nigrofasciata, Syn.: Archocentrus nigrofasciatus, Cichlasoma nigrofasciatum, Cryptoheros nigrofasciatum), auch unter dem Namen Grünflossenbuntbarsch bekannt, ist ein Süßwasserzierfisch aus der Familie der Buntbarsche (Cichlidae). Er ist im nördlichen Mittelamerika verbreitet.

## Merkmale
Männliche Zebrabuntbarsche werden bis 15 cm lang, die Weibchen bleiben etwas kleiner, ca. 10 cm. Männchen haben zudem länger ausgezogene Flossen und in späteren Lebensjahren einen stattlichen Stirnbuckel.

## Vorkommen
Der Zebrabuntbarsch lebt in Flüssen und Bächen in Mittelamerika. Im Westen Mittelamerikas kommt er vom Río Sucio in El Salvador bis zum Río Suchiate in Guatemala vor. Im Osten ist er vom Río Patuca in Honduras bis zum Río Jutiapa in Guatemala verbreitet. In den südlichen zentralamerikanischen Ländern wie Panama, Costa Rica und Nicaragua ließ sich die Verbreitung nicht nachweisen.
Vereinzelt sind auch verwilderte Populationen von A. nigrofasciata aus ehemaliger Aquarienhaltung bekannt. In Europa beschränken sich diese Vorkommen jedoch auf thermal veränderte Gewässer, wie zum Beispiel geothermale Quellen oder die Ausläufe von Kühl- bzw. Klärwässern von Kraftwerken und Industrieanlagen.
Der Buntbarsch bevorzugt felsigen Untergrund, wo er unter Steinen und kleinen Höhlungen Unterschlupf findet, oder er verbirgt sich unter Wurzeln und Pflanzen. In großen Flüssen ist er an seichten, langsam fließenden Stellen zu finden. Die Wassertemperaturen betragen dort 20 bis 35 °C.

## Lebensweise
Die Tiere sind Höhlen- und Offenbrüter, welche Brutpflege betreiben und ihre Eier und die geschlüpften Jungen bewachen. Ein harmonisierendes Paar Zebrabuntbarsche brütet bis zu einmal im Monat. Der Zebrabuntbarsch ist revierbildend.
In der Natur bilden Krebschen, Würmer, Insektenlarven, kleine Fische und Pflanzen seine Nahrung.

## Haltung
Die Nachzucht des Zebrabuntbarschs im Aquarium ist einfach. Während des Brütens zeigen Zebrabuntbarsche alle Verhaltensweisen, die Buntbarschen nachgesagt werden. Sie werden sehr territorial und aggressiv, graben tief im Bodengrund und schichten diesen dabei um, reißen Pflanzen aus, und kümmern sich aufopferungsvoll um ihren Nachwuchs. Dies sollte bei der Einrichtung des Aquariums ebenso wie bei der Auswahl von Dekoration und Mitbewohnern unbedingt beachtet werden. Die Jungfische können leicht mit Salinenkrebschen großgezogen werden.